# Man ska leva för varandra
Man ska leva för varandra, skriven av Bengt Sundström, är en sång som i inspelning av Trio me' Bumba utkom på singel i september 1968 , och låg på Svensktoppen i 26 omgångar 25 maj-16 november 1969, och bland annat var etta . En inspelning av Jan Sparring, från hans album Jan Sparring sjunger country från 1981, låg på Svensktoppen i två veckor under perioden 12-19 april 1981, med niondeplats som högsta placering .
Den har senare spelats in av svenska dansband som Berth Idoffs (1986) .
Bernt Dahlbäck gjorde 1972 en parodi av sången med titeln Man ska spela för varandra.